# Ulderup (äpple)
Ulderup är en dansk, konisk, äppelsort som har gröngul grundfärg med mörkröd täckfärg på 25% av äpplet. Typiska mått är: höjd 82 mm, diameter 78 mm och stjälk 15 mm. Ulderup står bra emot sjukdomar och har lång hållbarhet. Sorten är även mycket lämpligt för must och ger en sådan med intensiv aromatisk smak med 0,45% syra och 10,7% socker.